# JGTC -ALL JAPAN GRAND TOURING CAR CHAMPIONSHIP-
『JGTC -ALL JAPAN GRAND TOURING CAR CHAMPIONSHIP-』は1998年にTYO デジタルフロンティアから発売された全日本GT選手権（現：SUPER GT）を題材としたPlayStationのゲームである。

## 登場車種とそのドライバー
マシン名はゲーム内での表記に準じる。

### GT500
- ＃2 ZEXELスカイライン（鈴木亜久里/エリック・コマス）
- ＃3 ユニシアジェックススカイライン（長谷見昌弘/田中哲也）
- ＃5 5ZIGEN SUPRA（田島栄一/マーク・グーセン）
- ＃8 POWER CRAFT SUPRA（ワイン・ガードナー/長坂尚樹）
- ＃12 カルソニックスカイライン（星野一義/本山哲）
- ＃13 エンドレスアドバンGTR（木下みつひろ/藤村満男）
- ＃18 avex童夢 無限NSX（黒澤琢弥/山本勝巳）
- ＃30 綜合警備 PORSCHE（山田洋二/茂木和男）
- ＃34 STPタイサンアドバンバイパー（土屋圭市/松田秀士）
- ＃36 カストロール・トムス・スープラ（ミハエル・クルム/ペドロ・デ・ラ・ロサ）
- ＃37 カストロール・トムス・スープラ（関谷正徳/鈴木利男）
- ＃38 カストロール・セルモ・スープラ（竹内浩典/金石勝智）
- ＃39 デンソーサードスープラ（影山正美/谷川達也）
- ＃88 JLOCディアブロGTR（和田孝夫/和田久）
- ＃100 RAYBRIG NSX（高橋国光/飯田章）
- ＃510 RH CERMO SUPRA（ベルトラン・ガショー/ポール・ベルモンド）
- ＃556 KURE R33（影山正彦/近藤真彦）

### GT300
- ＃7 RE雨宮SuperGRX7（山路慎一/松本晴彦）
- ＃19 RS☆Rシルビア（織戸学/福山英朗）
- ＃25 つちやMR2（土屋武士/長島正興）
- ＃26 タイサンスターカードRSR（鈴木恵一/新田守男）
- ＃27 TEAM FCJ フェラーリ(太田哲也/アンダース・オロフソン）
- ＃60 ワイズダンロップBPキャバリエ（佐藤久美/田中実）
- ＃72 WAKO'S BMW M3（牧口規雄/浅見武）
- ＃91 バーディークラブ・MR-2（松永雅博/三原じゅん子）

他にも、ある条件を満たすことで選択可能になるマシン・ドライバーも存在する。

## コース
- 鈴鹿サーキット
- 富士スピードウェイ
- 仙台ハイランド
- MINEサーキット
- スポーツランドSUGO
- ツインリンクもてぎ（オーバルコース）

## BGM
レースで使用されるBGMはすべてエイベックスの楽曲のインストバージョンである。
BGMはCD-DAとして収録されているので、CDプレイヤーでの再生も可能(2曲目以降に収録)。
- BUST THE FUTURE WALL [注 1]
- Body Feels EXIT
- Dear My Friend
- EZ DO DANCE
- Active, My Dream[注 2]
- GET MY LOVE!